# میدان شارل آزناوور، گیومری
میدان شارل آزناوور (ارمنی: Շառլ Ազնավուրի Հրապարակ) میدانی بزرگی در بخش شمالی شهر گیومری، ارمنستان می‌باشد. آن سومین میدان شهر پس میدان وارتانانتس و میدان استقلال بحساب می‌آید
میدان توسط خیابان‌های ذیل قطع می‌شود:
- خیابان وازگن سارکیسیان از شمالغرب
- خیابان میساک مانوچیان از از شمالشرق
- خیابان خانجیان از شرق
- خیابان گارگین نژده از جنوب
- خیابان ایلیا رپین از غرب

میدان مستطیلی شکل (۱۱۵ در ۸۰ متر) در سال ۲۰۰۰ تعمیر شد و مجسمه‌ای از خواننده شهیر فرانسوی-ارمنی، شارل آزناوور در آن نصب شد.
میدان توسط تعدادی ساختمان تجاری و مسکونی احاطه شده است.